# Aéroport d'Avignon-Provence
L'aéroport Avignon-Provence (code IATA : AVN • code OACI : LFMV), anciennement aéroport d'Avignon - Caumont, est un aéroport international français situé à Montfavet, sur la commune d'Avignon, dans le département de Vaucluse en région Provence-Alpes-Côte d'Azur.
Il est la propriété de la région Provence-Alpes-Côte d'Azur et est exploité par la Chambre de commerce et d'industrie de Vaucluse.
En mars 2018 l'aéroport change de structure et devient Société Aéroport Avignon Provence (SAAP).

## Généralités

Ancien logo de Aéroport d'Avignon-Provence.

Cet aéroport civil est ouvert au trafic commercial – régulier ou charters, à l'aviation d'affaires et à l'aviation générale, aux IFR et aux VFR, mais propose également des terrains pour des constructions de hangars et des bureaux pour de la location.
Hormis des vols d'affaires et de loisirs, l'aéroport d'Avignon n'accueille plus de ligne commerciale depuis 2023 à la suite du départ de la compagnie belge Tui fly Belgium et de la cessation d'activité de la compagnie britannique FlyBe.

## Historique

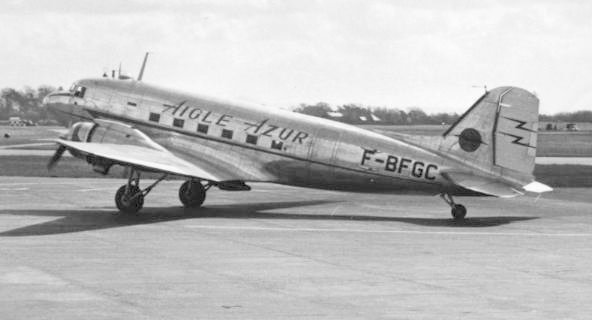
DC3 de 1953.

- 1937 : l'État crée la majorité des aérodromes français, dont l'aérodrome d'Avignon-Caumont sur le quartier de Chateaublanc à Montfavet (commune d'Avignon)[3].
- 1948 : 1er vol Avignon-Paris en Douglas DC-3 Dakota.
- 1970 : l'État confie à la Chambre de Commerce et d’Industrie d'Avignon et de Vaucluse l'exploitation de l’aérodrome d’Avignon-Caumont (Arrêté d’Occupation Temporaire du 25 mai 1970).
- 1972 : Avant projet de Plan de Masse (APPM), prévoyant une piste en dur de 1 850 m x 30 m.
- 1973 : création d'une piste en dur de 1 450 m x 30 m. Tentative d'ouverture d'une ligne sur Paris mais refus de l'état pour ne pas pénaliser Nimes-Garons qui vient d'ouvrir la sienne et qui est distant de 40 km.
- 1974 : le Conseil Général et la ville d'Avignon s'associent à la Chambre de Commerce et d'Industrie par une convention de cofinancement des investissements. La piste puis l'aérogare sont réalisées. La piste est courte, les AOT très courtes accordées par l'État ne permettant pas à la Chambre de Commerce et aux collectivités locales de mettre en place des investissements plus importants.

Logo de la compagnie Air Jet basée à Avignon-Caumont.

- 1982 : le 03 mai, démarrage de la ligne « passagers » Avignon-Lyon[4] puis de lignes « fret » par la Compagnie Air Jet avec des bi-turbopropulseurs Fokker F27 notamment Avignon-Paris.
- 1988 : lancement de la ligne « passagers » Avignon-Paris sous pavillon Air Inter avec un Fokker F28, réacteur de 65 places de la compagnie TAT. La compagnie Air Inter tentera de convaincre de l'opportunité d'assurer la liaison avec un Airbus.
- 1989 : ouverture de la ligne quotidienne de fret express de nuit Avignon-Lyon-Bâle-Mulhouse-Cologne pour TNT avec un quadriréacteur BAe 146-200 QT exploité par la compagnie Euralair International basée au Bourget.
- 1990 : Construction de la nouvelle Tour de contrôle et des locaux de l’Aéro-Club Vauclusien. L'aérogare est agrandie.
- 1990 : la suppression du seuil décalé Nord permet de remplacer le Fokker F28 par un Fokker F100 biréacteur de 109 places sur la ligne de Paris, après obtention d’une dérogation de l’Aviation Civile pour l’utilisation de cet appareil.
- 1992 : remplacement des Fokker F27 par un BAe 146 sur la ligne « fret » d’Air Jet. La capacité de fret est doublée.
  - en janvier : TNT suspend l'exploitation de la ligne de fret express de nuit au départ d'Avignon sur Cologne pour exploiter au départ de l'aéroport de Marseille-Provence via Lyon et Bâle-Mulhouse, toujours avec un BAe 146-200 QT opéré par Euralair International jusqu'en 1995.
- août 1994 : Air Jet arrête la ligne fret Avignon-Paris.
- 1995 : Reprise de la ligne fret Avignon-Paris (Roissy) par CAP Cargo Airlines (filiale de Contient Air Paris) en ATR 42 loué à Brit Air pour le compte de  Extand (aujourd'hui GLS France), transporteur express de petits colis, filiale de Calberson (groupe SNCF)[5].
- 1995 : ouverture de la ligne Avignon-Cherbourg par la Société Chalair Aviation, notamment pour les besoins du secteur nucléaire[6].
- 1997 : premiers travaux d’allongement partiel de la piste. La piste reste toutefois contrainte par sa longueur, par la présence de seuils décalés au Nord et au Sud et par une largeur de 30 mètres.
- 1997 : ouverture de lignes transversales par Proteus Airlines, via le hub de Saint-Étienne avec un appareil de 19 places (deux rotations par jour).

Logo de la compagnie Transport'Air basée à Avignon-Caumont.

- 1998 : création d'une compagnie de transport à la demande : Transport'Air, compagnie qui exploite une flotte jusqu'à 5 turbopropulseurs Piaggio Avanti II.
- 1998 : la Coupe du Monde de football génère un trafic passagers supplémentaire (+ 36 %).
- 1999 : Proteus Airlines remplace Air Littoral et met à la disposition d'Air France un Fokker F100 pour assurer la liaison Avignon-Paris. Arrêt de la ligne de Saint-Étienne et du fret rapide car non rentables. Arrêt de la liaison COGEMA sur Cherbourg (avec Chalair Aviation). Réduction de l'effectif des contrôleurs aériens et fermeture de l'aérodrome la nuit.
- 2000 : second allongement partiel de la piste, élargissement de la piste à 45 mètres et création d'un parking de stationnement pour des appareils de type Boeing ou Airbus.
- 2001 : échec du projet d'ouverture de la première ligne européenne passagers avec la compagnie Ryanair, en l'absence de garantie des collectivités locales pour la suppression des contraintes de piste.
- 2003 : l'État accorde une concession de cinq ans.
- 2004 : réalisation du premier espace destiné à l’aviation d’affaires.
- 2005 : un syndicat mixte de financement entre le Conseil Général, le Grand Avignon et la CCI de Vaucluse est mis en place afin d'assurer la stratégie de développement volontariste décidée par les collectivités locales. Un programme important de requalification de l’aérogare est engagé.
- 2006 : lancement de la première ligne européenne Avignon-Southampton assurée avec la compagnie Flybe[7] avec un appareil turbopropulseur de 78 places Dash 8-400.
- 2007 : l'aéroport est transféré à la Région Provence-Alpes-Côte d'Azur et l'exploitation à la CCI de Vaucluse[8]'[9]. Flybe ouvre une seconde ligne vers l'Angleterre : Avignon-Exeter[10]. Une nouvelle compagnie Jet 2 rejoint le réseau aérien d'Avignon et ouvre une liaison aérienne vers Édimbourg avec un Boeing 737-300[11].
- 2008 : la concession de la Chambre de Commerce est prolongée pour un an. Le syndicat mixte finance le programme d'adaptation de l'aérogare au trafic international non Schengen, par la construction de deux nouvelles salles d’embarquement. La compagnie Jet2 renforce la ligne sur Édimbourg et lance la ligne Avignon-Leeds. Le groupe Air France-KLM décide de se retirer du réseau des aéroports secondaires et décide son retrait de la ligne Avignon-Paris (Orly)[12] malgré une croissance du trafic passagers. Cette ligne transportait plus de 71 000 passagers.
- 2009 : la Chambre de Commerce obtient la délégation régionale de service public à l'issue de l'appel d'offres de la Région Provence-Alpes-Côte d'Azur. Un terminal spécifique pour l'aviation d'Affaires GAT est mis en service le 17 mars 2009 pour accompagner le développement de cette activité.
- 2010 : le réseau aérien est porté à 5 lignes européennes. La Chambre de Commerce lance l'aménagement de la zone Sud de l'aéroport permettant la construction de 2 hangars privés de 5 500 m2 destinés à l'aviation d'affaires et met en place des ombrières photovoltaïques sur le parking automobiles. Courtepaille lance un programme de modernisation et d'extension de son restaurant installé sur l'aéroport. La Région Provence-Alpes-Côte d'Azur lance un important programme de travaux de rénovation des bâtiments et des hangars. L'aéroport d'Avignon-Caumont est rebaptisé Aéroport Avignon-Provence.
- 2011 : construction de la pépinière d'entreprises Pegase, permettant le développement des activités industrielles aéronautiques[8]. Lancement d'une ligne saisonnière avec Figari en Corse[13].

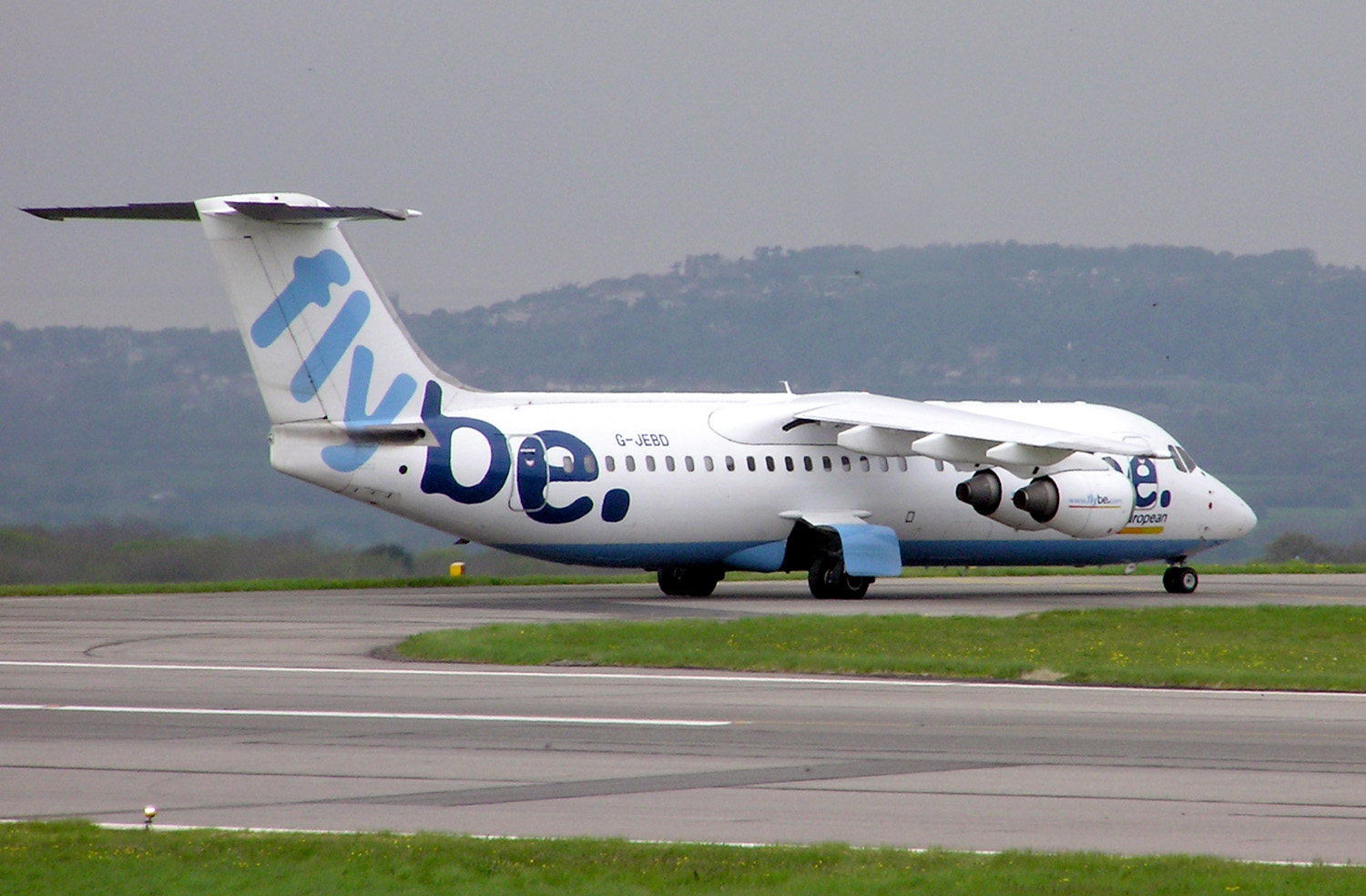
Bae146 Flybe

- 2012 : construction du bâtiment de l'entreprise Borghino — sellerie aéronautique — spécialisée dans l'intérieur hélicoptères et jets d'affaires[8]
- 2013 : mise en service de la pépinière d'entreprises et installation de la première société, SWAT, spécialisée dans le secteur drone[8].
- 2014 : Ouverture des lignes à destination de Amsterdam avec CityJet[14], Limoges[15] et Ajaccio[15], les deux lignes avec la compagnie Chalair Aviation[15]. Présence des vols Southampton, Birmingham et Londres City. Mise en place sur l'aéroport d'une compagnie aviation d'affaires Aile de Provence / Open flight avec 1 hélicoptère Robinson R44 et un Beechcraft 90.
- 2015 : Ouverture d'une ligne sur Liège avec la compagnie VLM Airlines[16]. La Provence est ainsi reliée à la Belgique avec 4 vols par semaine[17]. VLM Airlines ferme la ligne Avignon-Liège en juin en raison du faible taux de remplissage des avions. Présence des vols à destination de Southampton et Birmingham avec la compagnie Flybe et London City avec CityJet. Inauguration du bâtiment d'accueil du Technopôle Pégase le 26 janvier 2015.

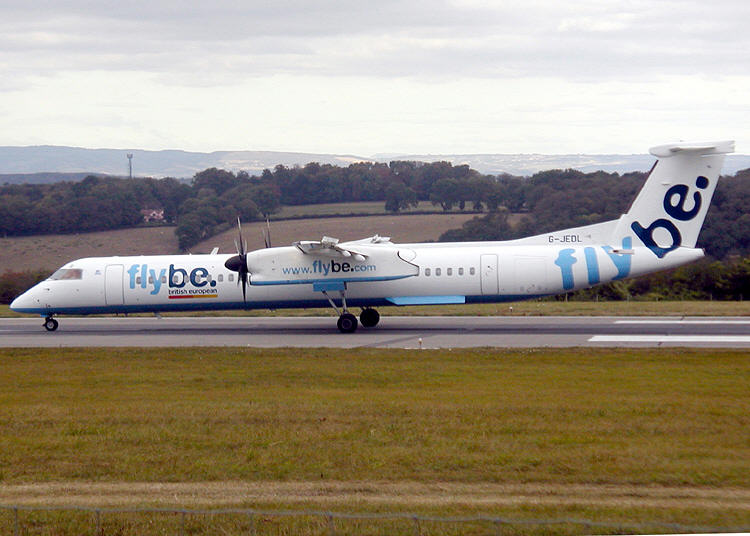
Dash8 Flybe

- 2016 : CityJet ouvre une seconde ligne au départ d'Avignon vers Bastia en Avro RJ85 pour l'été 2016[18].
- 2018 : Propriété de la Région Sud, la gestion devient une société de droit privé, la Société Aéroport Avignon Provence, dont l'actionnaire unique est la CCI de Vaucluse[3].
- 2020 : Fin des vols réguliers en saison avec la compagnie Flybe vers Birmingham et Southampton[19], à cause de la faillite de la compagnie Flybe ; Faillite accélérée par la COVID-19. De plus en 2020, l'aéroport inaugure un nouvel hangar disposant de 2 plateaux tournants. Il s'agit du premier hangar de France doté de cette nouvelle technologie.
- 2021 : TUI fly Belgium annonce une nouvelle liaison saisonnière, à bord d'un Embraer 190 de 112 places entre Avignon et Anvers, en Belgique[20]. Ces liaisons auront lieu le lundi et le vendredi de juin à octobre[16].
- 2022 : Tui Fly Belgium reconduit sa liaison vers Anvers les vendredi et lundi de juin à octobre. Deux nouvelles destinations font leur retour à savoir Birmingham et Southampton avec la nouvelle compagnie Flybe tous les samedis de juillet à septembre[21]'[22].
- 2023 : Le 28 janvier la compagnie Flybe annule tous ses vols et annonce cesser ses activités[23]. Les vols vers Birmingham et Southampton sont donc annulés au départ d'Avignon et ne seront pas reprogrammés[24]. Tui Fly ne reconduit pas son vol Anvers-Avignon[25].

## Infrastructures
L'aéroport offre une qualité d'accueil pour les compagnies aériennes. Des parkings au contact pour les lignes régulières, des parkings vidéo surveillés pour l'aviation d'affaires.
L'aéroport poursuit l'amélioration de ses capacités d'accueil pour l'aviation d'affaires en développant un service hangars destiné à l'aviation d'affaires.
L'aéroport est membre actif de l'UAF (Union des Aéroports Français), de l'ALFA ACI (association des aéroports de langue française) et de l'EBAA (european business aviation association). L'Aéroport d'Avignon Provence est membre du groupe Skyvalet Connect pour sa haute qualité de services Aviation d'Affaires. 
En 2021, le groupe Skyvalet signe un contrat de partenariat avec le groupe américain Paragon aviation.

## Accès à l'aéroport

### En voiture
L'aéroport est situé à proximité immédiate de la sortie Avignon Sud (autoroute A7) entre l'axe rhodanien et l'axe trans-méditerranéen, au sud-est de la ville d'Avignon.

### En transports en commun

#### Transports urbains
Le réseau Orizo dessert l'aéroport Avignon Provence. Tarification ticket unité : 1,40 €. Il est desservi par les lignes de bus   4   13   22   30  à l'arrêt Agroparc ou par la ligne   13  à l'arret Aéroport. La ligne de Chron'hop   C3 , dessert l'aéroport à la station Agroparc.

#### Transports régionaux
L'aéroport Avignon Provence est desservi par le réseau régional Zou !.
| Ligne | Parcours                                              | Arrêt de bus |
| ----- | ----------------------------------------------------- | ------------ |
| 22    | Avignon ou Digne-les-Bains <> Forcalquier ou Manosque | Aéroport     |

## Certifications
Depuis 2005 l'aéroport est certifié qualité ISO 9001-2015.
Depuis 2008, l'aéroport est certifié ISO 14001 pour son management environnemental.
En 2011, l'aéroport a entrepris un vaste programme d'amélioration de l'accessibilité PMR qui se déroulera sur plusieurs années.[réf. nécessaire]
En 2013, l'aéroport a reçu son certificat français de sécurité. En décembre 2017, l'aéroport a reçu son certificat de sécurité européen.

## Services

### Compagnies aériennes et destinations
La compagnie TUI Fly n'a pas renouvelé pour 2023 sa liaison vers Anvers. 
Le 28 janvier 2023, la compagnie aérienne Flybe a cessé toutes ses opérations à la suite de son placement sous administration judiciaire, signant l'arrêt de la liaison entre Avignon et Birmingham, la liaison vers Southampton n'ayant pas été proposée en 2023. 
Il n'y a donc plus de vols commerciaux programmés au départ d'Avignon en 2023.

### Aéroportuaires
L'aéroport dispose d'une aérogare de 1 500 m2 lui permettant de traiter 200 000 passagers par an et d'un parking automobiles clôturé de 300 places.

#### Hôtellerie Restauration
L'aéroport dispose d'un hôtel restaurant, le Paradou affilié à la chaîne Best Western, trois étoiles situé à 150 mètres de l'aérogare et de 3 restaurants, un restaurant Courtepaille, le restaurant du Paradou, le restaurant italien Mamma Mia de l’aérogare et le restaurant de l'aéroclub le Bon Appétit

#### Location de voitures
4 enseignes sont présentes dans l'aérogare : Avis, Europcar et National Citer / Alamo et Sixt.

#### Service Limousine
L'aéroport dispose d'une société de limousine :  VSP Limousines, spécialisée dans le transport avec chauffeur, basée sur l'aéroport afin d'assurer les besoins de l'aviation d'affaires.

### Direction Générale de l'Aviation Civile
L'aéroport est doté d'un service de la circulation aérienne, le contrôle est assuré par des techniciens supérieurs des études et de l'exploitations de l'aviation civile de 7h à 22h et sur demande. La tour de contrôle rend ses services dans une zone déléguée, du sol à 2 500 ft AMSL, sur la fréquence TWR 122,600 MHz. Au-dessus les avions sont gérés par Provence Approche fréquence 131,225 MHz (ou par Orange Approche fréquence 118,925 MHz pendant son activité). En dehors des heures d'ouverture du contrôle les avions utilisent la fréquence TWR en auto-information et en français uniquement.
L'aéroport dépend du district aéronautique Provence. Pour l'information aéronautique, la préparation des vols et le dépôt des plans de vol, il est rattaché au BRIA (Bureau Régional d'Information aéronautique) de Marignane.
Pour le suivi des vols VFR avec plan de vol et pour le service d'alerte, l'aérodrome dépend du bureau des télécommunications et d'information en vol (BTIV) du Centre en route de la navigation aérienne Sud-Est d'Aix-en-Provence.

### Immigration
Les Douanes Françaises assurent le contrôle pour les vols internationaux, commerciaux ou privés.

### Service de Sécurité
L'aéroport Avignon-Provence a un service de sécurité spécialisé (niveau 5). Depuis 2011, le niveau 6 est actif sur demande.

### Systèmes de navigation et Balisage
L'aéroport a des procedures d'approches RNP. Il est agréé pour les IFR et les VFR.
Avignon-Provence est équipé d'un balisage haute et basse intensité, permettant l'activité de jour comme de nuit.

### Aéro-club Vauclusien
Le club est fondé en 1911. En juillet 2019, il compte 274 membres dont 18 femmes. Il expose entre autres une Caravelle III ex-Air France arrivé sur site le 6 décembre 1981 aussi qu'un Mirage F-1C de l'armée de l'air française construit en juillet 1975 depuis 2016.

### Ecoles de pilotage
Deux écoles de pilotages sont présentes sur l'aéroport : Orbifly  ainsi que Hub'Air .

## Statistiques

### Chiffres
Source : Site des aéroports français
| intitulé                           | 1997    | 2000    | 2004   | 2005   | 2006   | 2007    | 2008   | 2009   | 2010   | 2011   | 2012   | 2013   | 2014   | 2015   | 2016   | 2017   | 2018   | 2019  | 2020  | 2021  | 2022  | 2023  | 2024  |
| ---------------------------------- | ------- | ------- | ------ | ------ | ------ | ------- | ------ | ------ | ------ | ------ | ------ | ------ | ------ | ------ | ------ | ------ | ------ | ----- | ----- | ----- | ----- | ----- | ----- |
| Passagers nationaux                | 124 455 | 122 968 | 75 211 | 74 223 | 72 738 | 75 664  | 33 644 | 10 262 | 12 159 | 7 830  | 7 722  | 6 566  | 0      | 0      | 0      | 0      | 14 353 | 958   | 954   | 1 112 | 1 129 | 1 071 | 914   |
| Passagers internationaux           | 772     | 1 243   | 869    | 1 599  | 10 046 | 28 931  | 27 721 | 29 269 | 27 220 | 22 109 | 22 243 | 8 620  | 11 448 | 12 571 | 16 549 | 15 061 | 1 606  | 6 134 | 1 038 | 6 237 | 8 671 | 2 571 | 2 651 |
| Total Passagers                    | 125 227 | 124 211 | 76 098 | 75 822 | 82 784 | 104 615 | 71 490 | 39 501 | 39 370 | 29 940 | 29 965 | 15 186 | 11 448 | 12 571 | 16 549 | 15 061 | 15 959 | 7 205 | 2 068 | 7 424 | 9 911 | 3 758 | 3 606 |
| dont compagnie aérienne à bas prix | 0       | 0       | 0      | 0      | 7 875  | 24 885  | 34 828 | 27 134 | 24 981 | 19 001 | 18 854 | 5 977  | 0      | 0      | 0      | 0      | 0      | 0     | 0     | 0     | 0     | 0     | 0     |

Pour des raisons techniques, il est temporairement impossible d'afficher le graphique qui aurait dû être présenté ici.

Voir la requête brute et les sources sur Wikidata.
| intitulé                   | 2000   | 2004   | 2005   | 2006   | 2007   | 2008   | 2009   | 2010   | 2012   | 2013   | 2014   | 2015   | 2016   | 2017   | 2018   | 2019   | 2020   | 2021   | 2022   | 2023   | 2024   |
| -------------------------- | ------ | ------ | ------ | ------ | ------ | ------ | ------ | ------ | ------ | ------ | ------ | ------ | ------ | ------ | ------ | ------ | ------ | ------ | ------ | ------ | ------ |
| mouvements commerciaux     | 2 288  | 3 389  | 4 080  | 5 022  | 6 050  | 8 141  | 7 392  | 8 174  | 4 028  | 3 474  | 1 132  | 1 301  | 3 931  | 3 142  | 2 066  | 2 009  | 1 410  | 2 228  | 2 238  | 2 105  | 2 107  |
| mouvements non-commerciaux | 47 517 | 43 071 | 52 069 | 63 597 | 44 493 | 64 359 | 73 818 | 72 713 | 45 385 | 44 476 | 54 446 | 51 668 | 45 750 | 46 673 | 48 266 | 48 457 | 41 190 | 61 189 | 59 376 | 56 133 | 57 479 |
| Total mouvements           | 49 805 | 46 460 | 56 149 | 68 619 | 50 643 | 72 500 | 81 210 | 80 887 | 49 413 | 47 950 | 55 578 | 52 989 | 55 012 | 49 815 | 50 332 | 50 466 | 42 602 | 63 417 | 61 614 | 58 238 | 59 586 |

La réduction des passagers nationaux et des mouvements commerciaux depuis 2008 traduit l'arrêt de l'exploitation de la ligne Avignon-Paris en juillet 2008 par Air France.